# Alphonse Guéna
Pour les articles homonymes, voir Guéna.
Alphonse Guéna, né le 27 juin 1908 à Roscoff et mort pour la France le 23 septembre 1944 à Brazzaville, est un fonctionnaire et militaire français, Compagnon de la Libération. Administrateur formé à l'école coloniale, il est en poste en Afrique au moment du déclenchement de la seconde guerre mondiale. Il fait alors le choix de se rallier à la France libre et combat en Afrique et au Proche-Orient avant de mourir d'une maladie contractée en service.

## Biographie

### Jeunesse et engagement
Dernier d'une fratrie de dix enfants, Alphonse Guéna naît le 27 juin 1908 à Roscoff dans le Finistère. Après son service militaire effectué comme élève officier de réserve dans les troupes coloniales, il intègre l'école coloniale en 1935 et, une fois diplômé comme administrateur des colonies, est affecté au Gabon.

### Seconde Guerre mondiale
Rappelé lors de la mobilisation de 1939 et promu lieutenant alors qu'il se trouve en congé en métropole, il désire rester sur place pour combattre les troupes allemandes. Cependant, malgré ses protestations, il est renvoyé en Afrique et basé à Pointe-Noire. Em mai 1940, il est muté au groupe de renfort no 3 détaché du Régiment de tirailleurs sénégalais du Tchad. Commandé par Jean Colonna d'Ornano et François Garbit, ce détachement est destiné à être envoyé en métropole pour participer à la bataille de France mais l'armistice du 22 juin 1940 vient annuler ce départ. En désaccord avec l'armistice et ayant pris connaissance de l'appel du général de Gaulle, il participe au ralliement du Congo à la France libre le 28 août 1940. Il part ensuite pour Brazzaville où il est affecté au bataillon de marche no 1 (BM1) au sein duquel, à la tête de la 4e compagnie, il prend part à la campagne du Gabon.
Déplacé en Palestine où il arrive en mai 1941 après plusieurs mois de voyage à travers l'Afrique, Alphonse Guéna, promu capitaine, participe à la campagne de Syrie. En février 1942, il devient le commandant du BM1 qui repart pour l'Afrique où il stationne quelque temps en Oubangui-Chari et au Tchad avant d'être engagé dans la guerre du désert en Libye en novembre 1942. En février 1943, il est envoyé au Tchad pour prendre le commandement du secteur du Kanem puis est détaché à Bangui où il participe à la formation de détachements destinés à partir renforcer la 1re division française libre.
Tombé gravement malade, Alphonse Guéna meurt en service le 23 septembre 1944 à Brazzaville où il est inhumé.

## Décorations
|  |  |  |

| Compagnon de la Libération Par décret du 4 juillet 1944 | Compagnon de la Libération Par décret du 4 juillet 1944 | Compagnon de la Libération Par décret du 4 juillet 1944 | Médaille coloniale Avec agrafes "Fezzan", "Tripolitaine" et "AFL" | Médaille coloniale Avec agrafes "Fezzan", "Tripolitaine" et "AFL" | Médaille coloniale Avec agrafes "Fezzan", "Tripolitaine" et "AFL" | Médaille commémorative de Syrie-Cilicie | Médaille commémorative de Syrie-Cilicie | Médaille commémorative de Syrie-Cilicie |

## Hommages
- À Roscoff, son nom est inscrit sur le monument aux Morts de la commune.